# Hacer la vida
Hacer la vida es una película de Comedia y Drama argentina de 2019 dirigida por Alejandra Marino. Que aborda temas complejos y actuales, como el deseo, la identidad, la maternidad, la inmigración y la violencia, desde una perspectiva coral y femenina.

## Sinopsis
En un edificio antiguo de Buenos Aires, se cruzan historias que esconden secretos tras sólidas paredes. LUCY desea liberarse de su madre y oculta la paternidad de su hijo; LA RUSA y MERCEDES desean un lugar en el mundo pero LORENZO desea a LA RUSA; la bailarina GABY quiere ser ODETTE y MARIANO ser GABY; en secreto MÓNICA desea un bebé pero tiene a SERGIO y al dogo AQUILES. Sus vidas se entrelazan y nadie será igual tras abrir la puerta de su más íntimo deseo.

## Elenco
- Bimbo Godoy como Lucy
- Luisa Kuliok como Madre de Lucy
- Raquel Ameri como La Rusa
- Victoria Carreras como Monica
- Joaquín Ferrucci como Mariano
- Dario Levy como Sergio
- Pablo Razuk como Lorenzo
- Luisana Barrirero como Gaby
- Florencia Salas como Mercedes

### Críticas
Alguas críticas elogian la sensibilidad y el compromiso social de la directora Alejandra Marino, así como las actuaciones de Luisa Kuliok, Victoria Carreras y Bimbo Godoy.
Mientras que otras cuestionan la verosimilitud y la coherencia de las historias entrelazadas, así como el uso del lenguaje inclusivo y la ambientación anacrónica.